# Rhododendron auritum
Rhododendron auritum là một loài thực vật có hoa trong họ Thạch nam. Loài này được Tagg miêu tả khoa học đầu tiên năm 1932.